# گیلبرت ادر
گیلبرت ادر (انگلیسی: Gilbert Adair; ۲۹ دسامبر ۱۹۴۴ – ۸ دسامبر ۲۰۱۱) نویسنده، روزنامه‌نگار، فیلم‌نامه‌نویس، پدیدآور، مترجم و رمان‌نویس اهل اسکاتلند بود.